# Primeira Divisão 1998-1999
La Primeira Divisão 1998-1999 è stata la 61ª edizione della massima serie del campionato portoghese di calcio e concluso con la vittoria del Porto, al suo diciottesimo titolo.
Capocannoniere del torneo è stato Mário Jardel (Porto) con 36 reti.

## Classifica finale
|    | Classifica           | Pt | G  | V  | N  | P  | GF | GS |
| -- | -------------------- | -- | -- | -- | -- | -- | -- | -- |
| 1  | Porto                | 79 | 34 | 24 | 7  | 3  | 85 | 26 |
| 2  | Boavista             | 71 | 34 | 20 | 11 | 3  | 57 | 29 |
| 3  | Benfica              | 65 | 34 | 19 | 8  | 7  | 71 | 29 |
| 4  | Sporting             | 63 | 34 | 17 | 12 | 5  | 64 | 32 |
| 5  | Vitória Setúbal      | 53 | 34 | 15 | 8  | 11 | 37 | 38 |
| 6  | Leiria               | 52 | 34 | 14 | 10 | 10 | 36 | 29 |
| 7  | Vitória Guimarães    | 50 | 34 | 14 | 8  | 12 | 53 | 41 |
| 8  | Estrela Amadora      | 45 | 34 | 11 | 12 | 11 | 33 | 40 |
| 9  | Braga                | 42 | 34 | 10 | 12 | 12 | 38 | 50 |
| 10 | Marítimo             | 41 | 34 | 10 | 11 | 13 | 44 | 45 |
| 11 | Farense              | 39 | 34 | 10 | 9  | 15 | 39 | 54 |
| 12 | Salgueiros           | 38 | 34 | 7  | 17 | 10 | 45 | 55 |
| 13 | Campomaiorense       | 37 | 34 | 10 | 7  | 17 | 41 | 51 |
| 14 | Rio Ave              | 35 | 34 | 8  | 11 | 15 | 26 | 47 |
| 15 | Alverca              | 35 | 34 | 8  | 11 | 15 | 36 | 50 |
| 16 | Beira Mar            | 33 | 34 | 6  | 15 | 13 | 36 | 53 |
| 17 | Chaves               | 25 | 34 | 5  | 10 | 19 | 39 | 70 |
| 18 | Académica de Coimbra | 21 | 34 | 4  | 9  | 21 | 30 | 71 |

### Verdetti
- Porto campione di Portogallo 1998-1999.
- Porto qualificato alla fase a gironi della UEFA Champions League 1999-2000,  Boavista qualificato allo spareggio.
- Benfica,  Sporting Lisbona,  Vitória Setúbal e  Beira-Mar qualificato al primo turno della Coppa UEFA 1999-2000.
- Beira-Mar,  Chaves e  Académica retrocesse in Segunda Liga 1999-2000.

## Classifica marcatori
| Gol |  |  | Giocatore       | Squadra           |
| --- |  |  | --------------- | ----------------- |
| 36  |  |  | Mário Jardel    | Porto             |
| 24  |  |  | Nuno Gomes      | Benfica           |
| 16  |  |  | Demétrius       | Campomaiorense    |
| 16  |  |  | Elpídio Silva   | Braga             |
| 15  |  |  | Kwame Ayew      | Boavista          |
| 15  |  |  | Ion Timofte     | Boavista          |
| 15  |  |  | Alex Bunbury    | Marítimo          |
| 14  |  |  | Chiquinho Conde | Vitória Setúbal   |
| 14  |  |  | Zlatko Zahovič  | Porto             |
| 13  |  |  | Ivajlo Jordanov | Sporting Lisbona  |
| 13  |  |  | Edmílson        | Vitória Guimarães |